# John Thomas Graves
John Thomas Graves, conocido también como John T. Graves (Dublín, 4 de diciembre de 1806-Cheltenham, 29 de marzo de 1870) fue un matemático y jurista de origen irlandés.

## Biografía
Graves estudió en el Trinity College (Dublín) donde fue compañero de William Rowan Hamilton y donde obtuvo el primer premio en humanidades al graduarse. A continuación obtuvo su máster en leyes en la Universidad de Oxford e ingresó en el colegio de abogados de Londres. Entre 1839 y 1843 fue profesor de jurisprudencia en el University College de Londres. A partir de 1843 fue, sucesivamente, comisionado e inspector de la 'Poor Law' (Ley de los pobres, una especie de institución asistencial). Como jurista, su obra más importante son las doce clases sobre derecho de las Naciones, publicadas en 1845 y basadas en las clases que había dado en el University College. También escribió varios artículos y biografías para enciclopedias y diccionarios.
Pero Graves es más conocido por su obra matemática. Su amistad con Hamilton hizo que mantuviera una copiosa correspondencia discutiendo temas matemáticos fundamentales. Graves publicó artículos importantes en este campo, entre los que sobresale el publicado en 1845 donde plantea por primera vez los octoniones. Otra faceta importante de su vida fue la de coleccionista de manuscritos y libros matemáticos que donó en 1870 al fallecer a la biblioteca del University College.